# Петковец Топлички
Петковец Топлички је насељено место у саставу града Вараждинске Топлице у Вараждинској жупанији, Хрватска. До територијалне реорганизације у Хрватској налазио се у саставу старе општине Нови Мароф.

## Становништво
На попису становништва 2011. године, Петковец Топлички је имао 265 становника.

## Попис1991.
На попису становништва 1991. године, насељено место Петковец Топлички је имало 262 становника, следећег националног састава:
| Попис 1991.‍ | Попис 1991.‍ | Попис 1991.‍ | Попис 1991.‍ | Попис 1991.‍ |
| ----------- | ----------- | ----------- | ----------- | ----------- |
|             |             |             |             |             |
| Хрвати      | Хрвати      |             | 261         | 99,61%      |
| непознато   | непознато   |             | 1           | 0,38%       |
| укупно: 262 |             |             |             |             |